# Itō
Itō (伊東市?, Itō-shi) è una città giapponese della prefettura di Shizuoka.

## Amministrazione

### Gemellaggi
- Rieti, dal 1985